# Giải quần vợt Mỹ Mở rộng 2010 - Đơn nam xe lăn quad
Peter Norfolk đã là đương kim vô địch, nhưng đã bị đánh bại bởi David Wagner của Hoa Kỳ.

## Bốc thăm

### Từ viết tắt
| - Q = Vòng loại - WC = Đặc cách - LL = Thua cuộc may mắn - Alt = Thay thế - SE = Miễn đặc biệt | - PR = Bảo toàn thứ hạng - w/o = Thắng nhờ đối thủ rút lui trước trận đấu - r = Bỏ cuộc giữa trận đấu - d = Bị xử thua - SR = Xếp hạng đặc biệt |

### Chung kết
|  | Chung kết |               |   |   |   |  |
|  |           |               |   |   |   |  |
|  | 1         | David Wagner  | 6 | 2 | 6 |  |
|  | 2         | Peter Norfolk | 0 | 6 | 3 |  |

### Vòng tròn một lượt
|    |                 | Wagner             | Andersson          | Taylor             | Norfolk            | RR T–B | Set T–B | Game T–B | Xếp hạng |
| 1  | David Wagner    |                    | 6–1, 6–4           | 6–1, 6–0           | 4–6, 7–5, 6–7(6–8) | 2–1    | 5–2     | 41–24    | 2        |
|    | Johan Andersson | 1–6, 4–6           |                    | 6–3, 6–7(4–7), 6–3 | 2–6, 2–6           | 1–2    | 2–5     | 27–37    | 3        |
| WC | Nick Taylor     | 1–6, 0–6           | 3–6, 7–6(7–4), 3–6 |                    | 1–6, 0–6           | 0–3    | 1–6     | 15–42    | 4        |
| 2  | Peter Norfolk   | 6–4, 5–7, 7–6(8–6) | 6–2, 6–2           | 6–1, 6–0           |                    | 3–0    | 6–1     | 42–22    | 1        |

Xếp hạng được quyết định bởi: 1) Số trận thắng; 2) Số trận đấu; 3) Nếu 2 tay vợt bằng điểm nhau, tính đối đầu trực tiếp; 4) Nếu 3 tay vợt bằng điểm nhau, tính % số set và game thắng; 5) Quyết định của hội đồng.